# Francesco Bogliari
Francesco Bogliari (Città di Castello, 18 agosto 1953) è un editore e giornalista italiano.

## Biografia
Umbro di nascita (Città di Castello 1953), versiliese di crescita, milanese dal 1981, si laurea nel 1976 all'Università di Pisa in filosofia con indirizzo storico contemporaneo (tesi in Storia del Risorgimento con Giorgio Candeloro). Dopo una fase dedicata alla ricerca nell'area della storia contemporanea e della storia economica (Fondazione Luigi Einaudi Torino), nel 1981 entra nel mondo editoriale, alla Fabbri.
Dopo aver conseguito il master in direzione d'azienda alla Sda Bocconi di Milano (1982-1983), nel 1984 passa al gruppo Sole 24 Ore, dove gestisce lo start up e il consolidamento delle Edizioni del Sole 24 Ore, prima come direttore editoriale poi come direttore di divisione. 
Nel 1991 viene chiamato da Tiziano Barbieri alla Sperling & Kupfer, come direttore editoriale economia e manualistica e amministratore delegato di Sperling International.
Dopo l'improvvisa scomparsa di Barbieri (1994) e il passaggio della casa editrice alla Mondadori, Franco Tatò – a.d. della capogruppo – lo incarica di rilanciare come direttore e manager il mensile Espansione, che dirigerà per tre anni insieme al Giornale della banca, al Giornale delle assicurazioni e ai libri di economia e management. Dal 1999 al 2001 è al Touring Club Italiano come direttore della comunicazione e del centro studi.
A fine 2001 il passaggio all'imprenditoria, come socio e amministratore delegato della prestigiosa casa editrice di cultura Libri Scheiwiller. Durante questo periodo (dal 2003 al 2006) è anche direttore della rivista L'Impresa, rilanciata sulla base di un contratto di comodato con Il Sole 24 Ore che ne aveva sospeso le pubblicazioni nel 1998. 
Terminato a fine 2006 il contratto de L'Impresa, tornata in gestione interna al Sole 24 Ore, e ceduta nel 2007 Libri Scheiwiller, assume la direzione scientifica di Etas, il marchio di economia e management della Rcs Libri, e contemporaneamente progetta e lancia per conto della Editoriale Duesse il mensile Business People.
Concluso a fine 2007 lo start up della rivista, torna a dedicarsi ad attività imprenditoriali nel campo dell'editoria e della comunicazione d'impresa con la società Media & Co di cui è proprietario insieme a Rosamaria Sarno e presidente. 
Nel gennaio 2009 la Media & Co acquisisce il marchio Metamorfosi Editore (linea Agende culturali fondate e dirette da Gianni Rizzoni ecc.). Nel giugno 2010 lancia il marchio Mind Edizioni.
Nel settembre 2010 progetta e lancia per l'editore Cigra 2003 il nuovo mensile Il giornale delle partite Iva, che dirige per due anni. Nel giugno 2012 lancia il terzo marchio editoriale, Ink Edizioni.
Si dedica anche all'insegnamento universitario: dal 1998 al 2018 ininterrottamente è docente di Management dell'editoria alla Scuola di Giornalismo LUISS di Roma. Ha insegnato anche alla LUISS Writing School. Tiene inoltre lezioni e conferenze in varie università, master e scuole di formazione.

## Opere principali
È curatore e coautore dei volumi Cinema per manager e Letteratura per manager pubblicati da Etas nel 2007 e 2008. Per Rizzoli Etas ha pubblicato Chi comanda è solo. Sergio Marchionne in parole sue (2012, nuova edizione 2018) e I segreti del successo secondo Donald Trump (2014). Per Mind a fine 2021 ha pubblicato "1922. Il diario dell'anno che cambiò per sempre la storia d'Italia".
Come giornalista scrive dai primi anni '80 su alcune delle principali testate italiane di economia (tra cui Il Sole 24 ore, Repubblica Affari e Finanza, Il Giorno, La Voce, Il Globo, Mondo economico, Il Mondo, l'Editore); attualmente collabora al mensile Harvard Business Review Italia e al quotidiano on line affaritaliani.it su tematiche di business, management e lavoro.